# Ayabonga Sonjica
Ayabonga Sonjica (* 27. Juni 1991 in East London, Kapprovinz) ist ein südafrikanischer Boxer.

## Amateurkarriere
Ayabonga Sonjica wurde mehrfach Südafrikanischer Meister, zuletzt 2015 im Leichtgewicht.
Er gewann 2011 eine Bronzemedaille im Bantamgewicht bei den Afrikaspielen und nahm im selben Jahr an der Weltmeisterschaft teil, wo er in der Vorrunde gegen Worapoj Petchkoom ausschied.
Bei der afrikanischen Olympiaqualifikation 2012 unterlag er im Halbfinale gegen Isaac Dogboe, hatte sich mit diesem dritten Platz jedoch für die Olympischen Spiele 2012 in London qualifiziert. Dort verlor er dann in der Vorrunde gegen Detelin Dalakliew.
Bei den Commonwealth Games 2014, den Afrikaspielen 2015 und der afrikanischen Olympiaqualifikation 2016 schied er jeweils im Viertelfinale aus.
Darüber hinaus war er Gewinner des Afrikanischen Nationencup 2012 und 2014.

## Profikarriere
Ayabonga Sonjica gewann sein Profidebüt im April 2017. Im September 2019 wurde er Südafrikanischer Meister und im Dezember 2021 Afrikameister der IBF im Superbantamgewicht. In einer Titelverteidigung beider Gürtel verlor er im Juli 2022 durch K. o. gegen Bongani Mahlangu.